# Democratische Revolutionaire Partij

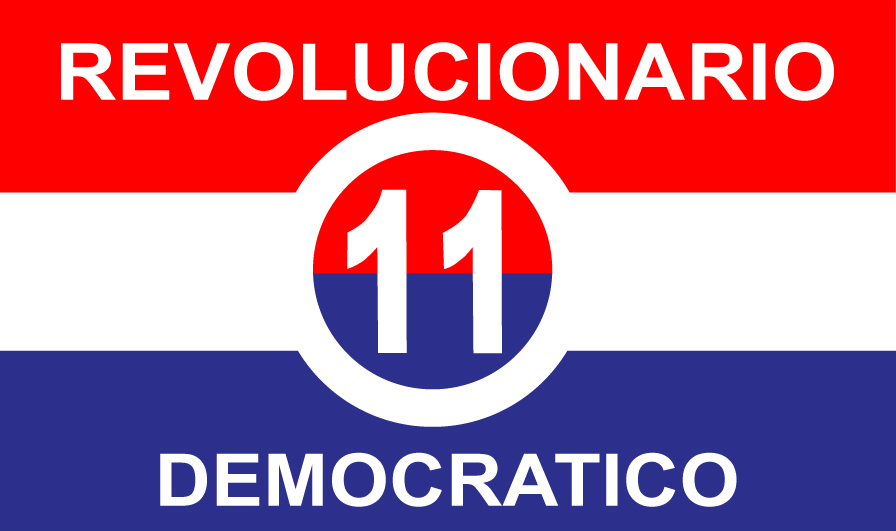
Partijvlag

De Democratische Revolutionaire Partij (Spaans: Partido Revolucionario Democrático, PRD) is een Panamese politieke partij. De partij bestaat sinds 1979 en geldt als centrumlinks.

## Geschiedenis
De PRD werd opgericht door Omar Torrijos, destijds de militaire leider van Panama. De PRD diende als civiele tak van de militaire dictatuur van Torrijos en diens opvolger Manuel Noriega om het zo een legitiem tintje te geven. Bij de eerste verkiezingen in 1984 was Nicolás Barletta de presidentskandidaat van de partij. Deze wist Arnulfo Arías van de Authentiek Panameñistische Partij (PPA) te verslaan, hoewel de verkiezingen door de militairen (zonder dat Barletta daarvan op de hoogte was) waren vervalst. Dat Barletta en de PRD slechts marionetten van Noriega's dictatuur waren bleek een jaar later wel toen hij Barletta een onderzoek wilde instellen naar de moord op oppositieleider Hugo Spadafora, waarna hij door Noriega werd gedwongen af te treden. Ook Barletta's opvolger Eric Arturo Delvalle moest aftreden nadat hij te onafhankelijk werd.
In 1989 was Carlos Duque kandidaat voor de PRD en wederom werden de verkiezingen gestolen. Na onlusten waarbij verschillende doden vielen besloot Noriega de verkiezingen te annuleren. Enkele maanden later vielen de Verenigde Staten Panama binnen (Operatie Just Cause, moest de PRD het veld ruimen en kon de democratie terugkeren. 
Sinds 1989 heeft de PRD er veel aan gedaan om haar imago op te poetsen en zich te ontdoen van haar ondemocratische verleden. De partij distantieerde zichzelf van de militaire dictatuur en democratiseerde ook intern, onder andere door voortaan voorverkiezingen te organiseren. In 1994 wist de partij met Ernesto Pérez Balladares de presidentsverkiezingen weer te winnen. Vijf jaar later raakte het de macht weer kwijt, maar in 2004 won de partij opnieuw dankzij Martín Torrijos, zoon van Omar Torrijos.
Tussen 2009 en 2019 zat de partij weer in de oppositie, maar bij de verkiezingen van 2019 kwam hun presidentskandidaat Laurentino Cortizo als winnaar uit de bus. Hij trad aan als president op 1 juli van dat jaar.

## Presidentskandidaten
- 1984: Nicolás Ardito Barletta (gewonnen/gestolen)
- 1989: Carlos Duque (geannuleerd)
- 1994: Ernesto Pérez Balladares (gewonnen)
- 1999: Martín Torrijos (verloren)
- 2004: Martín Torrijos (gewonnen)
- 2009: Balbina Herrera (verloren)
- 2014: Juan Carlos Navarro (verloren)
- 2019: Laurentino Cortizo (gewonnen)